# 큐베 (프로게이머)
큐베(본명: 이성진, 1996년 9월 27일 ~ )는 대한민국의 전직 리그 오브 레전드 프로게이머이다. 선수 시절 아이디는 CuVee이며 포지션은 탑 라이너였다. 현재 Gen.G의 스트리머로 활동 중이다.

## 선수 시절
2015시즌을 앞두고 삼성 갤럭시에 입단하면서 프로 커리어를 시작했다. 스프링 시즌부터 팀의 주전 탑 라이너로 활동했다. 서머 시즌에서도 좋은 모습을 보여주었다.
2016 스프링 시즌에서는 더 좋은 모습을 보여주었다. 서머 시즌에서도 괜찮은 모습을 보여주었다. 롤드컵 선발전에서는 팀의 롤드컵 진출에 기여했다. 롤드컵 2016에서는 탑 라이너 중에서도 압도적인 모습을 보여주었다. 큐베는 롤드컵 기간 동안 솔로킬을 17회나 기록하는 모습을 보여주었으며 팀의 준우승에 기여했다.
2017 스프링 시즌에서는 부진한 모습을 보여주었다. 서머 시즌에서는 폼을 끌어올렸으며 팀의 포스트시즌 진출에 기여했다. 7월 27일에 치러진 아프리카 프릭스와의 경기에서는 펜타킬을 기록하기도 했다. 리프트 라이벌즈 2017에 참여해 LCK의 준우승에 기여했다. 롤드컵에서도 좋은 활약을 이어나가면서 팀의 롤드컵 우승에 기여했다.
2018 스프링 시즌에서는 좋지 못한 모습을 보여주었다. 서머 시즌에서는 폼을 회복하면서 팀의 포스트시즌 진출에 기여했다. 롤드컵 2018에 출전했지만 메타 챔피언을 다루지 못한다는 문제가 겹치면서 좋지 못한 모습을 보여주었다. 팀은 롤드컵에서 조별리그 탈락을 했다.
2019 스프링 시즌에서는 매우 좋지 못한 모습을 이어나갔다. 서머 시즌 초반에서도 좋지 못한 모습을 보여주었지만 리프트 라이벌즈 휴식기 이후 폼을 끌어올리면서 좋은 모습을 보여주기도 했다.
2020시즌을 앞두고 한화생명 e스포츠에 입단했다. 스프링 시즌에서는 무난한 모습을 보여주었다. 서머 시즌에서는 두두와 주전경쟁을 하면서 번갈아 출전했다.

## 은퇴 후
2021년 1월 12일, Gen.G와 콘텐츠 크리에이터 계약을 체결했다.

## 소속팀
| # | 팀명             | 소속 기간               | 소속 리그 | 비고 |
| - | ---------------- | ----------------------- | --------- | ---- |
| 1 | 삼성 갤럭시      | 2014.11.28 ~ 2019.11.18 | LCK       |      |
| 2 | 한화생명 e스포츠 | 2019.11.27 ~ 2020.10.05 | LCK       |      |

## 수상 내역
- 리그 오브 레전드 월드 챔피언십 2016 준우승
- IEM 시즌 11 경기 우승
- 리프트 라이벌즈 2017 준우승
- 리그 오브 레전드 월드 챔피언십 2017 우승
- 2018 LoL KeSPA컵 준우승